# Curimopsis syriaca
Curimopsis syriaca is een keversoort uit de familie pilkevers (Byrrhidae). De wetenschappelijke naam van de soort is voor het eerst geldig gepubliceerd in 1870 door Baudi.